# Новопоселеновка
Новопоселе́новка — деревня в Курском районе Курской области России. Входит в состав Новопоселеновского сельсовета.

## География
Деревня находится в центральной части Курской области, в пределах южной части Среднерусской возвышенности, в лесостепной зоне, к юго-юго-западу от города Курска, административного центра района и области. Абсолютная высота — 176 м над уровнем моря.

### Климат
Климат характеризуется как умеренно континентальный, с относительно жарким летом и умеренно холодной зимой. Среднегодовая температура воздуха — 5,5 °С. Средняя температура воздуха самого тёплого месяца (июля) — 18,7 °C (абсолютный максимум — 37 °С); самого холодного (января) — −9,3 °C (абсолютный минимум — −35 °С). Безморозный период длится около 152 дней. Среднегодовое количество атмосферных осадков составляет 587 мм, из которых 375 мм выпадает в период с апреля по октябрь. Снежный покров образуется в первой декаде декабря и держится в среднем 125 дней.
| Показатель                                                                      | Янв. | Фев. | Март | Апр. | Май  | Июнь | Июль | Авг. | Сен. | Окт. | Нояб. | Дек. | Год  |
| ------------------------------------------------------------------------------- | ---- | ---- | ---- | ---- | ---- | ---- | ---- | ---- | ---- | ---- | ----- | ---- | ---- |
| Средний суточный максимум, °C                                                   | −4,1 | −3,1 | 2,8  | 13   | 19,4 | 22,7 | 25,3 | 24,6 | 18,2 | 10,6 | 3,4   | −1,2 | 11,0 |
| Средняя температура, °C                                                         | −6,2 | −5,6 | −0,7 | 8,2  | 14,7 | 18,4 | 20,9 | 20   | 14   | 7,3  | 1,1   | −3,1 | 7,4  |
| Средний суточный минимум, °C                                                    | −8,6 | −8,7 | −4,7 | 2,7  | 9,1  | 13   | 15,9 | 14,9 | 9,7  | 4    | −1,2  | −5,3 | 3,4  |
| Норма осадков, мм                                                               | 51   | 45   | 47   | 50   | 62   | 71   | 73   | 55   | 59   | 59   | 47    | 49   | 668  |
| Источник: Погода по месяцам c ru.climate-data.org(дата обращения: Декабрь 2021) |      |      |      |      |      |      |      |      |      |      |       |      |      |

### Часовой пояс
Деревня Новопоселеновка, как и вся Курская область, находится в часовой зоне МСК (московское время). Смещение применяемого времени относительно UTC составляет +3:00.

## Население
| 2002 | 2010 |
| ---- | ---- |
| 566  | ↗576 |

### Половой состав
По данным Всероссийской переписи населения 2010 года в половой структуре населения мужчины составляли 47,2 %, женщины — соответственно 52,8 %.

### Национальный состав
Согласно результатам переписи 2002 года, в национальной структуре населения русские составляли 99 %.

## Улицы
В деревне имеются улицы Дружбы и Мирная.

## Инфраструктура
Личное подсобное хозяйство. В деревне 226 домов.

## Транспорт
Новопоселеновка находится в 1,5 км от автодороги федерального значения М2 «Крым» (часть европейского маршрута E 105), на автодорогe межмуниципального значения 38Н-234 (М-2 «Крым» — 1-е Цветово — Новопоселеновка), возле ж/д остановочного пункта 457 км (линия Льгов I — Курск).
В 115 км от аэропорта имени В. Г. Шухова (недалеко от Белгорода).